# The Runaway (film, 1926)
Pour les articles homonymes, voir The Runaway.
Pour plus de détails, voir Fiche technique et Distribution.
The Runaway est un film américain réalisé par William C. de Mille et sorti en 1926.

## Synopsis
Cynthia Meade, une actrice de cinéma new-yorkaise sauvage et pleine d'entrain, rencontre Jack Harrison, un jeune New-Yorkais riche, dans une ville du Tennessee. Lorsqu'il est accidentellement abattu et dangereusement blessé alors qu'il était avec Cynthia dans un appartement, elle réalise à quel point il sera difficile de prouver son innocence et s'enfuit, pensant que Harrison est mort. Sur une route solitaire. Cynthia, à moitié hystérique et presque épuisée, fait appel à Wade Murrell (Warner Baxter), un jeune alpiniste sur le chemin du retour vers sa maison du Kentucky. Il croit qu'elle fuit le danger et l'emmène avec lui. Arrivé chez lui, il est dégoûté lorsqu'il apprend qu'elle ne sait pas cuisiner ni accomplir les tâches quotidiennes des femmes des collines. Mais elle gagne finalement la confiance de sa mère. 
Plusieurs semaines plus tard, Harrison, l'homme soi-disant mort, apparaît, disant qu'il cherche la personne qui a tiré et l'a laissé pour mort. Murrell ne sait pas au début que Cynthia est la personne soupçonnée par Harrison, et les deux deviennent de bons amis. La présence d'une «femme peinte», comme les gens des collines appellent Cynthia, suscite une terrible antipathie envers Murrell, et il évite de justesse d'être tué par l'un des leurs. En fin de compte, Cynthia est obligée de choisir entre son ancien et son nouvel amant, mais pas avant que les trois aient traversé de nombreuses crises.

## Fiche technique
- Réalisation : William C. de Mille
- Production : Famous Players-Lasky
- Scénario : Albert Shelby Le Vino d'après The Flight to the Hills de Charles Neville Buck[1]
- Photographie : Charles P. Boyle
- Distributeur : Paramount Pictures
- Durée : 7 bobines[2]
- Date de sortie :
  - 5 avril 1926

## Distribution
- Clara Bow : Cynthia Meade
- Warner Baxter : Wade Murrell
- William Powell : Jack Harrison
- George Bancroft : Lesher Skidmore
- Edythe Chapman : Mrs. Murrell